# Harriet Dartová
Harriet Dartová (nepřechýleně Dart, * 28. července 1996 Hampstead, Londýn) je britská profesionální tenistka. Ve své dosavadní kariéře na okruhu WTA Tour nevyhrála žádný turnaj. V sérii WTA 125 vybojovala jednu deblovou trofej. V rámci okruhu ITF získala pět titulů ve dvouhře a čtrnáct ve čtyřhře.
Na žebříčku WTA byla ve dvouhře nejvýše klasifikována v červenci 2024 na 75. místě a ve čtyřhře v srpnu téhož roku na 67. místě. Trénuje ji Nigel Sears. Dříve tuto roli plnila Biljana Veselinovićová.
Na grandslamu prohrála s krajanem Jem Salisburym finále smíšené čtyřhry Wimbledonu 2021 proti americko-britskému páru Desirae Krawczyková a Neal Skupski.
V britském týmu Billie Jean King Cupu debutovala v roce 2019 bathským základním blokem 1. skupiny zóny Evropy a Afriky proti Slovinsku, v němž vyhrála s Katie Swanovou čtyřhru nad párem Jakupovićová a Juvanová. Britky zvítězily 3:0 na zápasy. Do dubna 2024 v soutěži nastoupila k devíti mezistátním utkáním s bilancí 4–6 ve dvouhře a 2–1 ve čtyřhře.

## Tenisová kariéra

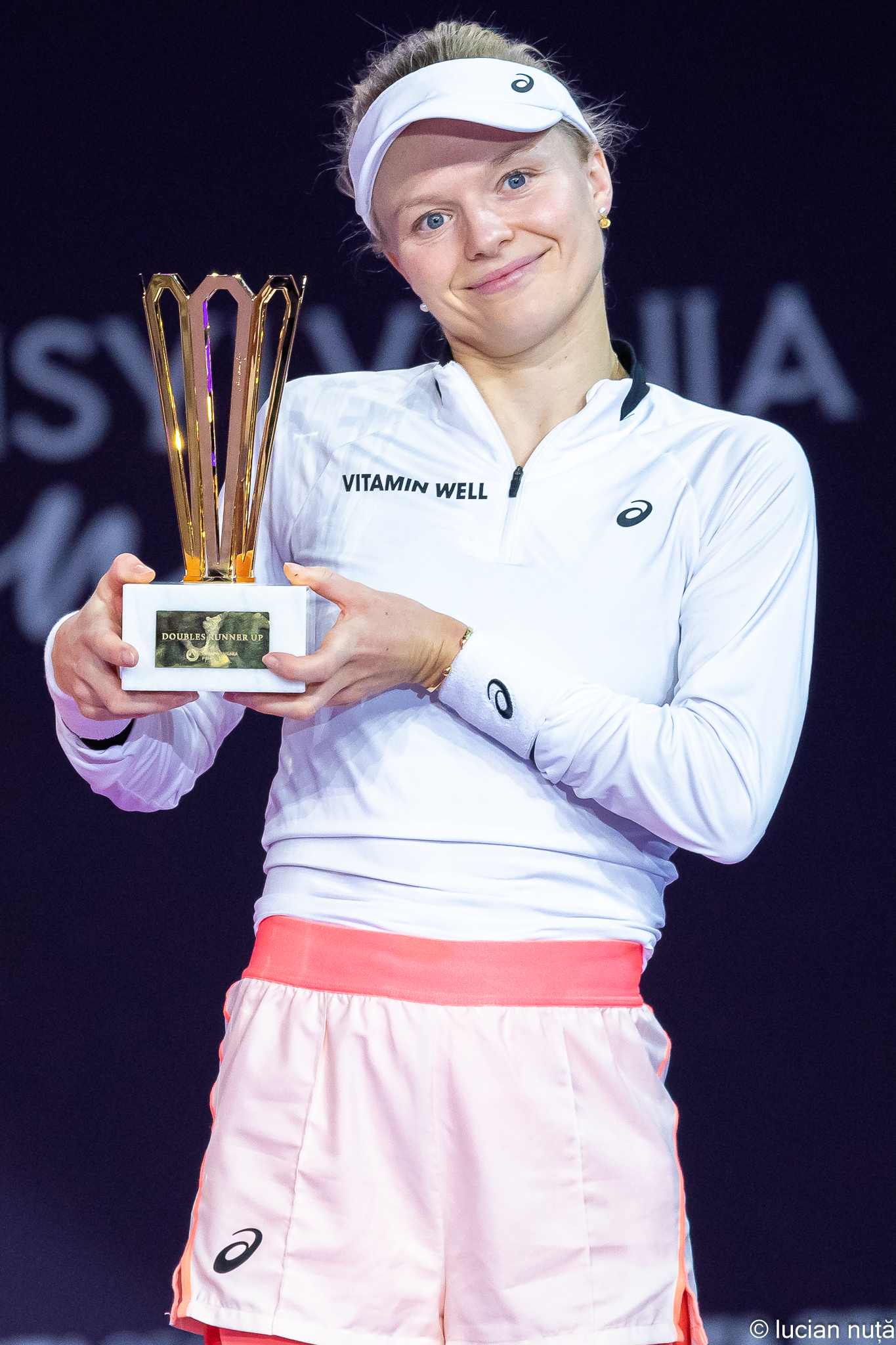
Jako finalistka čtyřhry v Kluži, 2024

V rámci událostí okruhu ITF debutovala v červenci 2011, když na turnaj v západolondýnském Chiswicku dotovaném 10 tisíci dolary obdržela divokou kartu. V prvním kole podlehla Dánce Malou Ejdesgaardové z osmé světové stovky. Premiérový singlový titul v této úrovni tenisu vybojovala během října 2014 v Šarm aš-Šajchu, události s rozpočtem 10 tisíc dolarů. Ve finále hladce přehrála nejvýše nasazenou Španělku Nurii Párrizasovou Díazovou, figurující na 337. příčce žebříčku.
Na okruhu WTA Tour debutovala eastbournským AEGON International 2015, do něhož obdržela divokou kartu. Na úvod dvouhry nestačila na Slovenku Dominiku Cibulkovou z konce první padesátky.
Debut v kvalifikaci nejvyšší grandslamové kategorie zaznamenala ve Wimbledonu 2016. Do dvouhry ji ze závěrečného kola nepustila Ruska Jekatěrina Alexandrovová po třísetové bitvě. Rozhodující sadu prohrála až poměrem gamů 11–13. Hlavní soutěž si poprvé zahrála ve ženském singlu Wimbledonu 2018. Jako hráčka startující na divokou kartu podlehla sedmé nasazené Karolíně Plíškové, přestože získala úvodní set. Také v dalších ročnících ji organizátoři z All England Clubu ocenili divokými kartami. Premiérovou grandslamovou výhru si připsala ve Wimbledonu 2019. Přes kvalifikantky Christinu McHaleovou a Beatriz Haddad Maiovou postoupila do třetího kola, v němž nenašla recept na australskou světovou jedničku Ashleigh Bartyovou.
Na březnovém Abierto Zapopan 2021 prohrála dvakrát v řadě s Australankou Astrou Sharmaovou. Nejdříve v kvalifikačním kole a poté i na úvod dvouhry. Navazující Monterrey Open 2021 přinesl vítězství nad pátou nasazenou krajankou Heather Watsonovou a porážku od
Viktórie Kužmové z druhé světové stovky.

## Finále na Grand Slamu

### Smíšená čtyřhra: 1 (0–1)
| Stav      | rok  | turnaj    | povrch | spoluhráč     | soupeři ve finále                | výsledek      |
| --------- | ---- | --------- | ------ | ------------- | -------------------------------- | ------------- |
| Finalista | 2021 | Wimbledon | tráva  | Joe Salisbury | Neal Skupski Desirae Krawczyková | 2–6, 6–7(1–7) |

## Finále na okruhu WTA Tour
| Legenda            |
| ------------------ |
| Grand Slam (0)     |
| Turnaj mistryň (0) |
| WTA 1000 (0)       |
| WTA 500 (0)        |
| WTA 250 (0–4)      |

### Čtyřhra: 4 (0–4)
| Stav       | č. | datum       | turnaj                         | kategorie | povrch    | spoluhráčka             | soupeřky ve finále                   | výsledek              |
| ---------- | -- | ----------- | ------------------------------ | --------- | --------- | ----------------------- | ------------------------------------ | --------------------- |
| Finalistka | 1. | srpen 2022  | Granby, Kanada                 | WTA 250   | tvrdý     | Rosalie van der Hoeková | Alicia Barnettová Olivia Nichollsová | 7–5, 3–6, [1–10]      |
| Finalistka | 2. | červen 2023 | Nottingham, Spojené království | WTA 250   | tráva     | Heather Watsonová       | Ulrikke Eikeriová Ingrid Neelová     | 6–7(6–8), 7–5, [8–10] |
| Finalistka | 3. | únor 2024   | Kluž, Rumunsko                 | WTA 250   | tvrdý (h) | Tereza Mihalíková       | Caty McNallyová Asia Muhammadová     | 3–6, 4–6              |
| Finalistka | 4. | červen 2024 | Nottingham, Spojené království | WTA 250   | tráva     | Diane Parryová          | Gabriela Dabrowská Erin Routliffeová | 7–5, 3–6, [9–11]      |

## Finále série WTA 125
| Legenda                  |
| ------------------------ |
| D – dvouhra; Č – čtyřhra |
| WTA 125 (0–1 D; 1–1 Č)   |

### Dvouhra: 1 (0–1)
| Stav       | č. | datum      | turnaj              | povrch | soupeřka ve finále        | výsledek |
| ---------- | -- | ---------- | ------------------- | ------ | ------------------------- | -------- |
| Finalistka | 1. | leden 2024 | Canberra, Austrálie | tvrdý  | Nuria Párrizasová Díazová | 4–6, 3–6 |

### Čtyřhra: 2 (1–1)
| Stav       | č. | datum         | turnaj                 | povrch    | spoluhráčka            | soupeřky ve finále                      | výsledek         |
| ---------- | -- | ------------- | ---------------------- | --------- | ---------------------- | --------------------------------------- | ---------------- |
| Vítězka    | 1. | listopad 2021 | Midland, Spojené státy | tvrdý (h) | Asia Muhammadová       | Peangtarn Plipuečová Aldila Sutjiadiová | 6–3, 2–6, [10–7] |
| Finalistka | 1. | duben 2024    | Oeiras, Portugalsko    | antuka    | Kristina Mladenovicová | Francisca Jorgeová Matilde Jorgeová     | 0–6, 4–6         |

## Tituly na okruhu ITF
| Dotace turnajů okruhu ITF | Dotace turnajů okruhu ITF |
| ------------------------- | ------------------------- |
| 100 000 $ tournaments     | 80 000 $ tournaments      |
| 75 000 $ tournaments      | 60 000 $ tournaments      |
| 50 000 $ tournaments      | 25 000 $ tournaments      |
| 15 000 $ tournaments      | 10 000 $ tournaments      |

### Dvouhra (5 titulů)
| Č. | datum         | turnaj                         | povrch      | poražená finalistka       | výsledek      |
| -- | ------------- | ------------------------------ | ----------- | ------------------------- | ------------- |
| 1. | říjen 2014    | Šarm aš-Šajch, Egypt           | tvrdý       | Nuria Párrizasová Díazová | 6–2, 6–1      |
| 2. | prosinec 2014 | Džibuti, Džibutsko             | tvrdý       | Naomi Totkaová            | 6–3, 6–2      |
| 3. | únor 2018     | Altenkirchen, Německo          | koberec (h) | Karolína Muchová          | 7–6(7–5), 6–2 |
| 4. | říjen 2018    | Oslo, Norsko                   | tvrdý (h)   | Paula Badosová            | 6–2, 1–0skreč |
| 5. | květen 2023   | Nottingham, Spojené království | tvrdý       | Taylah Prestonová         | 6–0, 6–2      |

### Čtyřhra (16 titulů)
| Č.  | datum         | turnaj                         | povrch    | spoluhráčka           | poražené finalistky                         | výsledek          |
| --- | ------------- | ------------------------------ | --------- | --------------------- | ------------------------------------------- | ----------------- |
| 1.  | prosinec 2013 | Šarm aš-Šajch, Egypt           | tvrdý     | Katy Dunneová         | Csilla Borsányiová Aminat Kušchovová        | 0–6, 6–4, [10–4]  |
| 2.  | duben 2014    | Šarm aš-Šajch, Egypt           | tvrdý     | Katy Dunneová         | Juka Moriová Eden Silvaová                  | 6–4, 6–4          |
| 3.  | srpen 2014    | Šarm aš-Šajch, Egypt           | tvrdý     | Anna Morginová        | Abbie Myersová Georgiana Ruhrigová          | 6–2, 6–1          |
| 4.  | říjen 2014    | Šarm aš-Šajch, Egypt           | tvrdý     | Melis Sezerová        | Ioana Ducuová Eden Silvaová                 | 7–5, 6–1          |
| 5.  | květen 2015   | Balikpapan, Indonésie          | tvrdý     | Prarthana Thombareová | Niča Lertpitaksinčajová Nudnida Luangnamová | 6–4, 4–6, [18–16] |
| 6.  | srpen 2015    | Chiswick, Spojené království   | tvrdý     | Katy Dunneová         | Emily Arbuthnottová Freya Christieová       | 6–2, 6–2          |
| 7.  | duben 2016    | Antalya, Turecko               | tvrdý     | Viktorija Tomovová    | Ani Amiraghjanová Daiana Negreanuová        | bez boje          |
| 8.  | duben 2016    | Antalya, Turecko               | tvrdý     | Emily Arbuthnottová   | Anastasija Gasanovová Ana Šanidzeová        | 6–1, 6–0          |
| 9.  | květen 2016   | Kojang, Jižní Korea            | tvrdý     | Freya Christieová     | Anastasija Gasanovová Maddison Inglisová    | 6–3, 6–2          |
| 10. | listopad 2017 | Shrewsbury, Spojené království | tvrdý (h) | Freya Christieová     | Maia Lumsdenová Katie Swanová               | 3–6, 6–4, [10–6]  |
| 11. | duben 2018    | Istanbul, Turecko              | tvrdý     | Ayla Aksuová          | Anastasija Potapovová Olga Dorošinová       | 6–4, 7–6(3)       |
| 12. | květen 2018   | Lu-an, Čína                    | tvrdý     | Ankita Rainová        | Liou Fang-čou Sün Fang-jing                 | 6–3, 6–3          |
| 13. | říjen 2018    | Oslo, Norsko                   | tvrdý (h) | Cornelia Listerová    | Laura-Ioana Andreiová Hélène Scholsenová    | 7–6(7–3), 7–5     |
| 14. | březen 2019   | Seine-et-Marne, Francie        | tvrdý (h) | Lesley Kerkhoveová    | Sarah Beth Greyová Eden Silvaová            | 6–3, 6–2          |
| 15. | březen 2023   | Murska Sobota, Slovinsko       | tvrdý     | Andreea Mituová       | Magali Kempenová Xenia Knollová             | bez boje          |
| 16. | říjen 2023    | Shrewsbury, Spojené království | tvrdý (h) | Olivia Gadecká        | Barbora Palicová Elena Malõginová           | 6–0, 6–2          |